# Partido Inhlava
El Partido Inhlava (Inhlava Party en inglés original e inicialmente Inhlava Forum) es un partido político de Suazilandia fundado en abril de 2006. Su líder es Mfomfo Nkhambule.
En febrero de 2008, el partido Inhlava junto con el Movimiento Popular Democrático Unido, el Congreso de Liberación Nacional Ngwane llamaron a un boicot contra las comicios de ese año debido a que "daría al Estado un brillo de falsa legitimidad".